# Пейман Джамшіді
Пейман Джамшіді (перс. پژمان جمشیدی‎; нар. 1 вересня 1977, Тегеран, Іран) — іранський футболіст, виступав на позиції правий півзахисника.

## Клубна кар'єра
Футбольну кар'єру розпочав у «Кешварці», в 1998 році перейшов до «Сайпи». З 2001 по 2005 рік грав за «Персеполіс». Потім захищав кольори ПАСу. З 2007 по 2008 рік виступав за «Стіл Азін» у Лізі Азадеган. У 2008 році перебрався до «Фуладу». Футбольну кар'єру завершив 2010 року у футболці «Абумослема».

## Кар'єра в збірній
З 2000 по 2002 рік у футболці національної збірної Ірану провів 13 поєдинків, в яких відзначився 1 голом.

## Клубна статистика
Станом на 12 травня 2010
| Клубні виступи    | Клубні виступи    | Клубні виступи           | Ліга  | Ліга | Кубок       | Кубок       | Континентальні | Континентальні | Загалом | Загалом |
| Сезон             | Клуб              | Ліга                     | Матчі | Голи | Матчі       | Голи        | Матчі          | Голи           | Матчі   | Голи    |
| Іран              | Іран              | Іран                     | Ліга  | Ліга | Кубок Ірану | Кубок Ірану | Азія           | Азія           | Загалом | Загалом |
| ----------------- | ----------------- | ------------------------ | ----- | ---- | ----------- | ----------- | -------------- | -------------- | ------- | ------- |
| 2001–02           | «Персеполіс»      | Про-ліга Перської затоки | 21    | 0    | 4           | 0           | -              | -              | 25      | 0       |
| 2002–03           | «Персеполіс»      | Про-ліга Перської затоки | 19    | 0    |             |             | 1              | 0              |         |         |
| 2003–04           | «Персеполіс»      | Про-ліга Перської затоки | 15    | 1    |             |             | -              | -              |         |         |
| 2004–05           | «Персеполіс»      | Про-ліга Перської затоки | 26    | 1    |             |             | -              | -              |         |         |
| 2005–06           | ПАС               | Про-ліга Перської затоки | 26    | 0    |             |             |                | 0              |         |         |
| 2006–07           | ПАС               | Про-ліга Перської затоки | 10    | 0    |             |             | -              | -              |         |         |
| 2007–08           | «Стіл Азін»       | Ліга Азадеган            | 27    | 0    |             |             | -              | -              |         |         |
| 2008–09           | «Фулад»           | Про-ліга Перської затоки | 21    | 0    | 1           | 0           | -              | -              | 23      | 0       |
| 2009–10           | «Абумослем»       | Про-ліга Перської затоки | 8     | 0    | 0           | 0           | -              | -              | 8       | 0       |
| Загалом           | Іран              | Іран                     | 173   | 2    |             |             |                | 0              |         |         |
| Усього за кар'єру | Усього за кар'єру | Усього за кар'єру        |       | 2    |             |             |                | 0              |         |         |

- Гольові передачі

| Сезон   | Команда | Асисти |
| ------- | ------- | ------ |
| 2005/06 | ПАС     | 3      |
| 2008/09 | «Фулад» | 2      |

## Досягнення
«Персеполіс»
- Про-ліга Перської затоки
  -  Чемпіон (1): 2001/02

ПАС
- Про-ліга Перської затоки
  -  Срібний призер (1): 2005/06

## Телевізійна кар'єра
У 2013 році знявся в іранському телешоу під назвою «Пейман», який розповідає вигадану комедійну історію поточного життя Джамшіді, в якій він шукає нову команду.

## Фільмографія

### Художні фільми
- Техас 2 (2019 - Масуд Атйабі)
- Веспіарі (2018 - Бурзу Нікнеджад)
- Всі ми разом (2018)
- Нерозуміння (2017 - Ахмедреза Мотамеді)
- Техас (2017 - Масуд Атйабі)
- Бджолине поле (2017 - Бурзу Нікнеджад)
- Я не божевільний (2016 - Аліреза Аміні)
- Азар (2016 - Мохаммад Хамзееї)
- Насправді, зрештою, втеча з в'язниці (2016 - Пейман Гасемхані)
- 50 Кілу Альбулу (2015 - Мані Хаджиджи)
- Аташ Бас 2 (2014 - Таміне Мілені)

### Телевізійні шоу
- Нафас (2017 – Джаліл Саман)
- Дівар Бе Дівар (2017 – Саман Могаддам)
- Салає Абрі (2014 – Мехді Карампур)
- Пейман (2013 – Суруш Сехат)
- Сахтеман Пезешкан (2010 – Суруш Сеххат)